# Reiner Stemme
Reiner Stemme (* 19. Dezember 1939 in Unterbreizbach) ist ein deutscher Physiker, Unternehmer und Flugzeugbauer.

## Leben
Stemme studierte von 1963 bis 1969 Physik an der Technischen Universität Berlin und promovierte 1976 mit der Dissertation Untersuchungen zur definierten Materialabtragung durch Laserstrahlung an der Universität Bern zum Dr. phil. nat. Er arbeitete als CTO bei der LASAG AG in Thun und wurde später Geschäftsführer des VDI-Technologiezentrums in Düsseldorf. Stemme machte sich 1984 mit der Gründung der Stemme GmbH, später Stemme AG, im Bereich der Luftfahrt selbstständig. Die Gesellschaft entwickelte mit Genehmigung der Alliierten in West-Berlin den Motorsegler Stemme S10, dessen Erstflug am 7. Juli 1986 in Braunschweig stattfand. Die Besonderheit der side-by-side doppelsitzigen S10 war der Mittelmotor mit einer Karbon-Antriebswelle zum Stemme-Faltpropeller, der im Segelflug völlig in der Flugzeugnase verschwindet. Im Jahr 1999 nutzte das Mountain Wave Project (MWP) eine Stemme S10-VT für ihre erste Forschungsexpedition in den Anden. Neben zahlreichen Messflügen gelang ein erster Rekordflug bis nach Feuerland (1546 km). In den Folgejahren konnten mit der Maschine weitere Weltrekorde im Streckensegelflug erzielt werden. Höhepunkt war ein Flug am 26. November 2000, als Klaus Ohlmann in 14 Stunden eine freie Strecke über drei Wendepunkte von 2463 Kilometern zurücklegte. Die Stemme AG entwickelte die Flugzeugplattform für den Safran Patroller, dessen Erstflug auf der Paris Air Show 2009 stattfand.
Stemme verließ die Stemme AG 2013 und gründete die Reiner Stemme Utility Air Systems GmbH mit Sitz am Zentrum für Luft- und Raumfahrt Schönefelder Kreuz in Wildau. Bis 2017 wurden zwei Prototypen eines 3000 kg Fernerkundungsflugzeuges für einen ausländischen Kunden entwickelt. Im Jahre 2017 gründete Stemme seine jetzige Firma ReinerStemme.Aero GmbH mit Sitz am Flugplatz Schönhagen. Das Ziel dieser Firma ist die Entwicklung des Elektro-hybriden Fliegens. Das erste Produkt ist der Hochleistungsdoppelsitzer RS.aero elfin 20.e, das erste Elektro-Hybrid-Flugzeug in dieser Klasse. Stemme erweiterte das Portfolio 2018 mit Gründung der R.S.RedEagle AG, die Nutzflugzeuge mit elektrischen und hybriden Antrieben für Wissenschaft und Forschung entwickelt.

## Auszeichnungen
Reiner Stemme wurde 2015 mit der Otto-Lilienthal-Medaille der Deutschen Gesellschaft für Luft- und Raumfahrt ausgezeichnet.